# Наявко, Валентина Александровна
Валентина Александровна Наявко (укр. Валентина Олександрівна Наявко; род. 10 августа 1994, Зарудчи, Волынская область), в девичестве Мирончук (укр. Мирончук) — украинская легкоатлетка, специалистка по спортивной ходьбе. Выступала на профессиональном уровне в 2012—2023 годах, чемпионка Всемирной Универсиады в Тайбэе в командном зачёте 20 км, чемпионка Украины, действующая рекордсменка страны на дистанции 50 км, участница летних Олимпийских игр в Рио-де-Жанейро. Мастер спорта Украины международного класса.

## Биография
Валентина Мирончук родилась 10 августа 1994 года в селе Зарудчи Любешовского района Волынской области. Начала заниматься лёгкой атлетикой в Любешовской детско-юношеской спортивной школе, проходила подготовку под руководством тренера Светланы Михайловны Шахно. Окончила Волынский национальный университет имени Леси Украинки.
Дебютировала на международном уровне в сезоне 2012 года, когда вошла в состав украинской сборной и выступила на Кубке мира по спортивной ходьбе в Саранске, где заняла 44-е место в личном зачёте юниорок и вместе с соотечественницами стала бронзовой призёркой командного зачёта.
В 2013 году на Кубке Европы в Дудинце показала 15-й результат среди юниорок.
В 2015 году в ходьбе на 20 км заняла 12-е место на молодёжном европейском первенстве в Таллине.
В 2016 году с результатом 1:35:28 заняла 49-е место на командном чемпионате мира в Риме. Выполнив олимпийский квалификационный норматив (1:36:00), удостоилась права защищать честь страны на летних Олимпийских играх в Рио-де-Жанейро — в программе 20 км показала время 1:38:20, расположившись в итоговом протоколе соревнований на 46-й строке.
В 2017 году заняла 35-е место на Кубке Европы в Подебрадах, одержала победу на чемпионате Украины в Сумах, показала 32-й результат на чемпионате мира в Лондоне. Будучи студенткой, представляла Украину на Всемирной Универсиаде в Тайбэе — стала девятой в личном зачёте 20 км и вместе с соотечественницами выиграла командный зачёт.
В 2018 году в дисциплине 20 км с личным рекордом 1:32:38 финишировала третьей на зимнем чемпионате Украины в Луцке, заняла 49-е место на командном чемпионате мира в Тайцане, превзошла всех соперниц на чемпионате Украины по ходьбе на 50 км в Ивано-Франковске.
В 2019 году на Кубке Европы в Алитусе финишировала четвёртой в 50-километровой ходьбе, став при этом победительницей командного зачёта и установив ныне действующий рекорд Украины — 4:15:50. Позднее на Всемирной Универсиаде в Неаполе стала девятой и второй в личном и командном зачётах 20 км соответственно, сошла с дистанции в 50 км на чемпионате мира в Дохе. По итогам сезона удостоена почётного звания «Мастер спорта Украины международного класса». За успешное выступление на Универсиаде награждена орденом княгини Ольги III степени.
В 2020 году выиграла зимний чемпионат Украины в Ивано-Франковске в ходьбе на 35 км, установила личный рекорд на данной дистанции — 2:56:34.
В 2023 году на командном чемпионате Европы в Подебрадах заняла 13-е место в личном зачёте 35 км, став бронзовой призёркой командного зачёта.